# 6375 Fredharris
A 6375 Fredharris (ideiglenes jelöléssel 1986 TB5) a Naprendszer kisbolygóövében található aszteroida. CERGA fedezte fel 1986. október 1-jén.